# 에드워드 2세
에드워드 2세(Edward II, 1284년 4월 25일 ~ 1327년 9월 21일, 재위 1307년 7월 7일 ~ 1327년 1월 25일)는 플랜태저넷 왕가의 잉글랜드 제6대 왕으로, 에드워드 1세의 4남이다. 먼저 태어난 3명의 왕자(존, 헨리, 알폰소)가 모두 사망하자 왕세자가 되었다. 웨일즈의 카나번 성에서 태어났으며 부왕 에드워드 1세는 1301년에 아들을 '웨일스 공작'에 봉하였다. 이후 잉글랜드 왕국에서는 왕세자를 웨일스 공작으로 봉하는 것이 전통으로 자리잡게 되었다. 측근 개버스턴을 편애하여 국정이 혼탁해졌고 왕비 이사벨이 일으킨 쿠데타로 폐위되었다.

## 생애
왕자 시절의 에드워드 2세는 승마를 즐겼으며 시와 연극을 좋아하는 등 뛰어난 교양을 갖추고 있었다. 그러나 그가 좋아하는 수영, 도랑 파기 등의 취미는 왕위 계승자에게 어울리지 않는 것으로 여겨졌고 많은 비판을 받았다.
에드워드는 신분이 낮은 기사 피어스 개버스턴(Piers Gaveston)을 총애하게 되었고 그의 신분과 공적에 어울리지 않는 많은 특혜를 베풀었다. 아들과 개버스턴과의 관계를 우려한 에드워드 1세는 개버스턴을 국외로 추방했다. 그러나 에드워드는 아버지가 죽고 자신이 국왕으로 즉위하자 곧 개버스턴을 불러들이고 콘월 백작 직위를 수여했다. 에드워드는 프랑스 공주 이사벨라와 결혼해 자식을 두었지만 변함없이 개버스턴을 총애했고 이로 인해 의회와 마찰을 빚게 되었다. 의회는 이에 대하여 에드워드의 사촌이였던 랭커스터 백작 토머스를 주축으로 하는 21명의 칙령기초위원회를 조직하여 에드워드 2세를 겨냥하여 40여개의 칙령을 선포하였는데 그 중 20개는 따로 피어스 개버스턴을 겨냥한 것이었다. 이로 인해 피어스는 잉글랜드 전역에서 무기한으로 추방당하였고 왕의 인사권 역시 대폭 제한되었다. 이후 개버스턴은 밀입국을 기도하였으나 귀족들에게 발각되어 1312년 6월 19일 참수당하였다.
1314년 에드워드 2세는 추락한 왕권 강화를 위해 2만 명의 군사를 이끌고 스코틀랜드를 침공하였으나, 배넉번에서 로버트 1세가 이끈 스코틀랜드군에 참패하였다. 이 사건으로 인하여 왕과 의회 사이의 불화는 더욱 심화되었다. 하지만 의회파가 시간이 지남에 따라 분열되자 에드워드는 자신의 추종자들을 결집하여 토머스와 의회에 대하여 강경하게 대처하기 시작한다. 결국 1322년 3월 토머스와 의회파의 주요 인물들을 버러브리지에서 체포하여 모조리 처형하는 데에 성공했다. 물론 그들이 제정하였던 칙령은 처형이 끝나기가 무섭게 파기되었다.
한동안 평화를 유지하는듯 했던 정국은 1326년 왕비였던 이사벨라가 프랑스로 추방당해 있던 망명 귀족들의 지원에 힘입어 군대를 조직하여 잉글랜드 본토로 침입함으로써 끝나게 된다. 왕의 추종자들은 대부분 처형당하였고 에드워드 2세 역시 무능함과 칙령을 파기한 책임을 물어 탄핵당하고 폐위당하였다.
이후 에드워드는 1327년 9월 감옥에서 폭행당하여 숨진 것으로 알려져 있다.